# 여의도순복음교회
여의도순복음교회(汝矣島純福音敎會)는 대한민국 서울특별시 영등포구 여의동에 있는 개신교 교회로 한국교회총연합의 회원교단인 기독교대한하나님의성회 소속 교회이다. 1958년에 조용기 목사와 최자실 목사가 설립했으며, 2020년 현재 이영훈 목사가 담임목사로 사역중이다. 2020년 기준, 전체 등록 신자 수는 100만 명이다. 1973년에 이전한 현재 건물은, 삼풍백화점을 건설한 삼풍건설산업이 지었다.

## 교회 역사

### 1958년
- 3월 15일 : 조용기 전도사와 최자실 전도사, 순복음 신학교 (현. 한세대학교) 졸업 (제4회)
- 4월 8일 : 기독교 대한 하나님의 성회 교단 창립
- 5월 18일 : 5명의 성도로 대조동 천막교회 개척 (현. 서울시 은평구 대조동)

### 1964년
- 12월 13일 : 순복음 중앙 교회 본관 헌당예배

## 지성전
- 여의도순복음교회강서성전 (담당목사 백근배)
- 여의도순복음교회경인성전 (담당목사 김민철B)
- 여의도순복음교회광명성전 (담당목사 안태경)
- 여의도순복음교회남대문성전(담당목사 김남준)
- 여의도순복음교회동대문성전(담당목사 권혁세)
- 여의도순복음교회동작성전 (담당목사 윤광현 )
- 여의도순복음교회서대문성전 (담당목사 김한경)
- 여의도순복음교회새성북성전(담당목사 고영용 )
- 여의도순복음교회양서성전 (담당목사 차진호)
- 여의도순복음교회용산성전 (담당목사 김정환)
- 여의도순복음교회직할성전 (담당목사 심재영)
- 여의도순복음교회은평성전 (담당목사 배정호 ) 2025년 8월 15일 최신

## 독립지교회
- 부산순복음사랑과은혜교회 (부산광역시 동래구 충렬대로359번길 13 3층, 4층)
- 순복음큰기적교회 (경기도 파주시 금바위로 21)
- 여의도순복음강릉교회 (강원특별자치도 강릉시 경강로 2268번길 11)
- 여의도순복음검단교회 (인천광역시 서구 원당대로 853)
- 여의도순복음군산교회 (전북 군산시 진포로 160-1)
- 여의도순복음광주교회 (경기도 광주시 광주역8로 22)
- 여의도순복음광탄교회 (경기도 파주시 광탄면 심궁로 33)
- 여의도순복음동부교회 (경기도 하남시 미사강변한강로 413)
- 여의도순복음동탄교회 (경기도 화성시 동탄솔빛로 61, 훼미리빌딩 5층)
- 여의도순복음대구중앙교회 (대구광역시 달서구 달구벌대로 1224)
- 여의도순복음마석교회 (경기도 남양주시 화도읍 비룡로 110-17)
- 여의도순복음서귀포교회 (제주특별자치도 서귀포시 일주서로 118)
- 여의도순복음솔향교회 (강원특별자치도 강릉시 하슬라로 215)
- 여의도순복음신안산교회 (경기도 안산시 단원구 선부광장로 17, 다이아몬드빌딩 5층)
- 여의도순복음새평양교회 (서울특별시 양천구 월정로 101)
- 여의도순복음용인교회 (경기도 용인시 기흥구 용구대로 2374-9)
- 여의도순복음은계교회 (경기도 시흥시 은행고길 1, 5층)
- 여의도순복음이천중앙교회 (경기도 이천시 설봉로 71-4)
- 여의도순복음청주교회 (충북 청주시 상당구 꽃산서로 26-1)
- 여의도순복음춘천교회 (강원특별자치도 춘천시 동내면 동내로 17)
- 여의도순복음평택안성교회 (경기도 안성시 공도읍 진말길 11)
- 여의도순복음포항교회 (경북 포항시 북구 양덕남로8번길 31-7)
- 여의도순복음호수교회 (경기도 파주시 가온로 164)
- 여의도순복음화성샘물교회 (경기도 화성시 남양읍 역골로49번길 6-17)
- 여의도순복음횡성교회 (강원특별자치도 횡성군 횡성읍 앞들서1로 54-7)
- 천안순복음소망교회 (충남 천안시 서북구 성정1길 43)
- 여의도순복음금옥교회 (서울특별시 성동구 금호로 1길 27) 금옥성전에서 교회로 승격

## 제자교회
- 성산순복음교회 (경기도 남양주시 경춘로 1011) 담임목사: 송영준
- 순복음강남교회 (서울특별시 강남구 역삼로8길 12) 담임목사: 이장균
- 순복음강북교회 (서울특별시 동대문구 왕산로 277) 담임목사: 전호윤
- 순복음도봉교회 (서울특별시 도봉구 노해로 397-15) 담임목사: 김용준
- 순복음성동교회 (서울특별시 성동구 천호대로 316) 담임목사: 정홍은
- 순복음엘림교회 (경기도 군포시 수리산로 109) 원로목사: 민장기-->은퇴 조주석 담임목사
- 순복음중동교회 (경기도 부천시 길주로 263) 담임목사: 김경문
- 여의도순복음강동교회 (서울특별시 강동구 천중로21길 11): 변성우
- 여의도순복음김포교회 (경기도 김포시 걸포로10번길 12-16) 담임목사: 김삼환
- 여의도순복음광명교회 (경기도 광명시 광명로 877 한진아파트상가 내) 담임목사: 엄태욱
- 여의도순복음북서울교회 (서울특별시 강북구 삼양로77길 51) 담임목사: 이일재
- 여의도순복음분당교회 (경기도 성남시 분당구 불정로 64) 담임목사: 황선욱
- 여의도순복음성북교회 (서울특별시 성북구 오패산로 89)담임목사: 정재명
- 여의도순복음소하교회 (경기도 광명시 소하로109번길 6) 담임목사: 김광덕
- 여의도순복음송파교회 (서울특별시 송파구 마천로 17) 담임목사: 주정빈
- 여의도순복음시흥교회 (경기도 시흥시 평안상가5길 8) 담임목사: 권병수
- 여의도순복음안산교회 (경기도 안산시 상록구 삼리로 145) 담임목사: 김유민
- 여의도순복음한세교회 (경기도 군포시 한세로 30 한세대학교 내) 담임목사: 양병초
- 일산순복음영산교회 (경기도 고양시 일산동구 성현로431번길 79) 담임목사: 강신호

## 같이 보기
- 한국의 기독교

## 참고 자료
1. ↑  “순복음가족여러분! 하나님은 당신을 사랑하십니다”. 2009년 4월 26일에 원본 문서에서 보존된 문서. 2009년 4월 20일에 확인함.